# FileVault
FileVault è una tecnologia presente nel sistema operativo Mac OS X Tiger e successivi che provvede a cifrare e decifrare in tempo reale la directory home dell'utente in modo totalmente trasparente.  La codifica viene fatta tramite XTS-AES-128 con chiave a 256 bit, che garantisce un'elevata sicurezza contro qualsiasi tipo di attacco informatico attualmente conosciuto. Questa tecnologia è molto utile nel caso si utilizzi un computer portatile. Anche se l'utente dovesse perdere la macchina o un soggetto terzo dovesse rubare la macchina le informazioni non sarebbero accessibili senza la password. Una directory non protetta da FileVault è facilmente accessibile anche senza password, basta avere un CD con cui avviare la macchina e poi tutte le informazioni risultano disponibili. Il principale vantaggio di FileVault rispetto ad altri programmi di cifratura è che è una tecnologia completamente integrata nel sistema e quindi il suo utilizzo è sicuro e molto semplice. Si può impostare una Master Password per la macchina così che nel caso uno degli utenti dovesse dimenticarsi la password utilizzando la Master Password si possano recuperare le informazioni.
La Master Password è fornita direttamente da Apple e si può archiviarla sui suoi server, poi per poterla recuperare bisogna rispondere correttamente a 3 domande di sicurezza, impostate dall'utente al momento della prima cifratura e al rilascio della master password.